# Tmesiphantes nubilus
Espèce
Tmesiphantes nubilus est une espèce d'araignées mygalomorphes de la famille des Theraphosidae.

## Distribution
Cette espèce est endémique de Bahia au Brésil.

## Description
Les mâles mesurent de 14,1 à 37,4 mm et les femelles de 20,8 à 21,8 mm.

## Publication originale
- Simon, 1892 : Études arachnologiques. 24e Mémoire. XXXIX. Descriptions d'espèces et de genres nouveaux de la famille des Aviculariidae (suite). Annales de la Société Entomologique de France, vol. 61, p. 271-284 (texte intégral).